# شهرستان فیشیانگ
شهرستان فیشیانگ (به لاتین: Feixiang District) یک منطقهٔ مسکونی در چین است که در هاندان واقع شده‌است. شهرستان فیشیانگ ۴۹۶ کیلومتر مربع مساحت و ۳۱۰٬۰۰۰ نفر جمعیت دارد و ۵۳ متر بالاتر از سطح دریا واقع شده‌است.